# Chalcopsitta duivenbodei
Chalcopsitta duivenbodei е вид птица от семейство Папагалови (Psittaculidae). Видът е незастрашен от изчезване.

## Разпространение
Разпространен е в Индонезия и Папуа-Нова Гвинея.